# یه‌وا بربریان
یه‌وا بربریان (ارمنی: Եվա Բերբերյան؛ فرانسوی: Eva Berberian‎؛ ۱۳ اکتبر ۱۹۸۶) یک بازیگر، خواننده-ترانه‌پرداز، عکاس و مدل ارمنی‌تبار اهل فرانسه است. وی از سال میلادی تاکنون مشغول فعالیت بوده است.

## زندگی‌نامه
وی در ۱۳ اکتبر ۱۹۸۶ در ایسی-له-مولینو به دنیا آمد . 